# Akurgal
Akurgal (𒀀𒆳𒃲 a-kur.gal, „a jó föld (Sumer) fia”, i. e. 25. század körül) Lagas városkirálya, a lagasi dinasztia negyedik tagja. Elődje, Ur-Nanse fia. Tényleges uralkodása vitatott, csak egy királylistán szerepel a neve, valamint fiai, Éannatum és Enannatum dokumentumain. Idősebb fia, Éannatum egészen biztosan Lagas lugalja, majd enszije lett.